# アンジェラ・バーデット＝クーツ

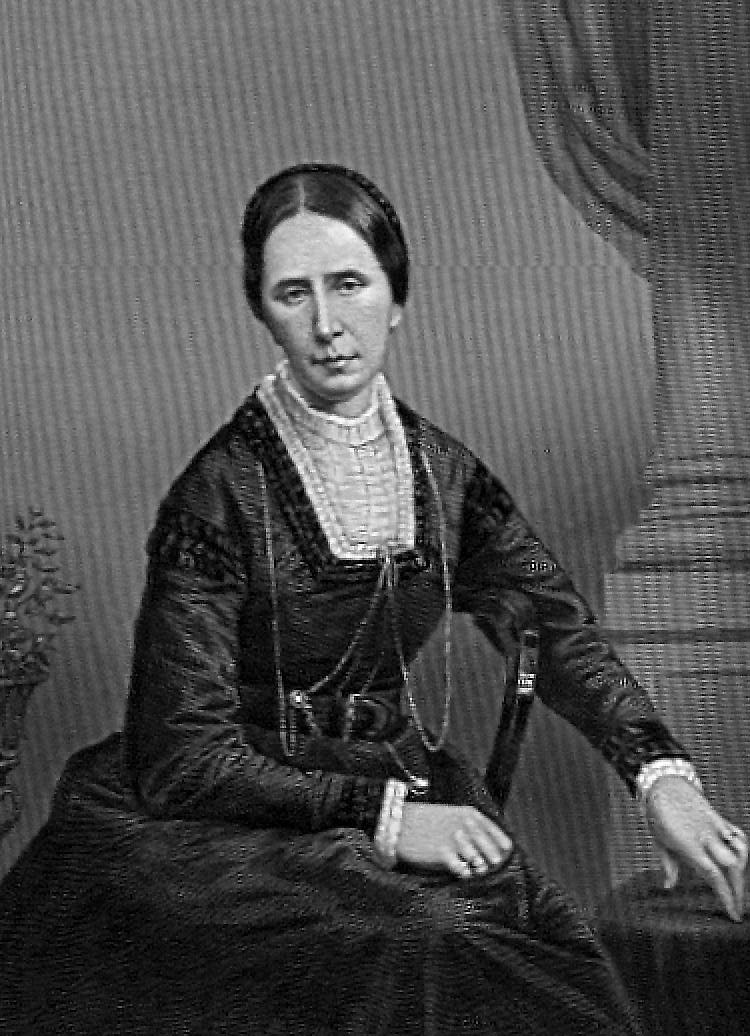
アンジェラ・バーデット＝クーツ

初代ブルックフィールドのバーデット＝クーツ女男爵アンジェラ・ジョルジーナ・バーデット＝クーツ（Angela Georgina Burdett-Coutts, 1st Baroness Burdett-Coutts, 1814年4月24日 - 1906年12月30日）はイギリスの富豪、慈善家で、後に女男爵に叙せられた人物。

## 生涯

### 誕生と遺産相続
バーデット＝クーツは、庶民院議員第5代準男爵サー・フランシス・バーデットと、クーツ銀行を設立した裕福な銀行家トマス・クーツの娘である大ソフィア・クーツとの間に、アンジェラ・ジョルジーナ・バーデットとして生まれた。
バーデット＝クーツの名が一躍有名になったのは、1837年のことである。亡き祖父の後妻であったハリエット・メロンが死去したため、祖父の遺産200万ポンドを相続したのだ。また、勅許によって彼女の祖父及び父の姓を結合させたバーデット＝クーツという姓が与えられ、以後これを名乗ることとなった。これにより、バーデット＝クーツはイギリスで最も豊かな女性となったと同時に、「イギリスにおける最も富める女子相続人」として知られることとなった。
彼女は絵画の蒐集に熱心であり、1847年のウェストミンスター・ホール・コンペティションにおいてロバート・スコット・ローダーが出品した「海を渡るキリスト」を購入している。またバーデット＝クーツは、ロンドン郊外のハイゲートにあるホーリーロッジに建つカントリー・ハウスも同時に相続した。彼女はここで盛大なパーティを開くことでも有名だった。

### 慈善活動
バーデット＝クーツは受け継いだ財産の大部分を、奨学金や寄付金といった幅広い慈善活動に充てた。彼女は、特定の政党に与することを避けたが、大英帝国の覇権の拡張には積極的な関心を寄せていた。これは、例えばアフリカにおける黒人の地位や、世界各地における教育問題、貧困、苦痛といった諸問題の改善を期待したためである。

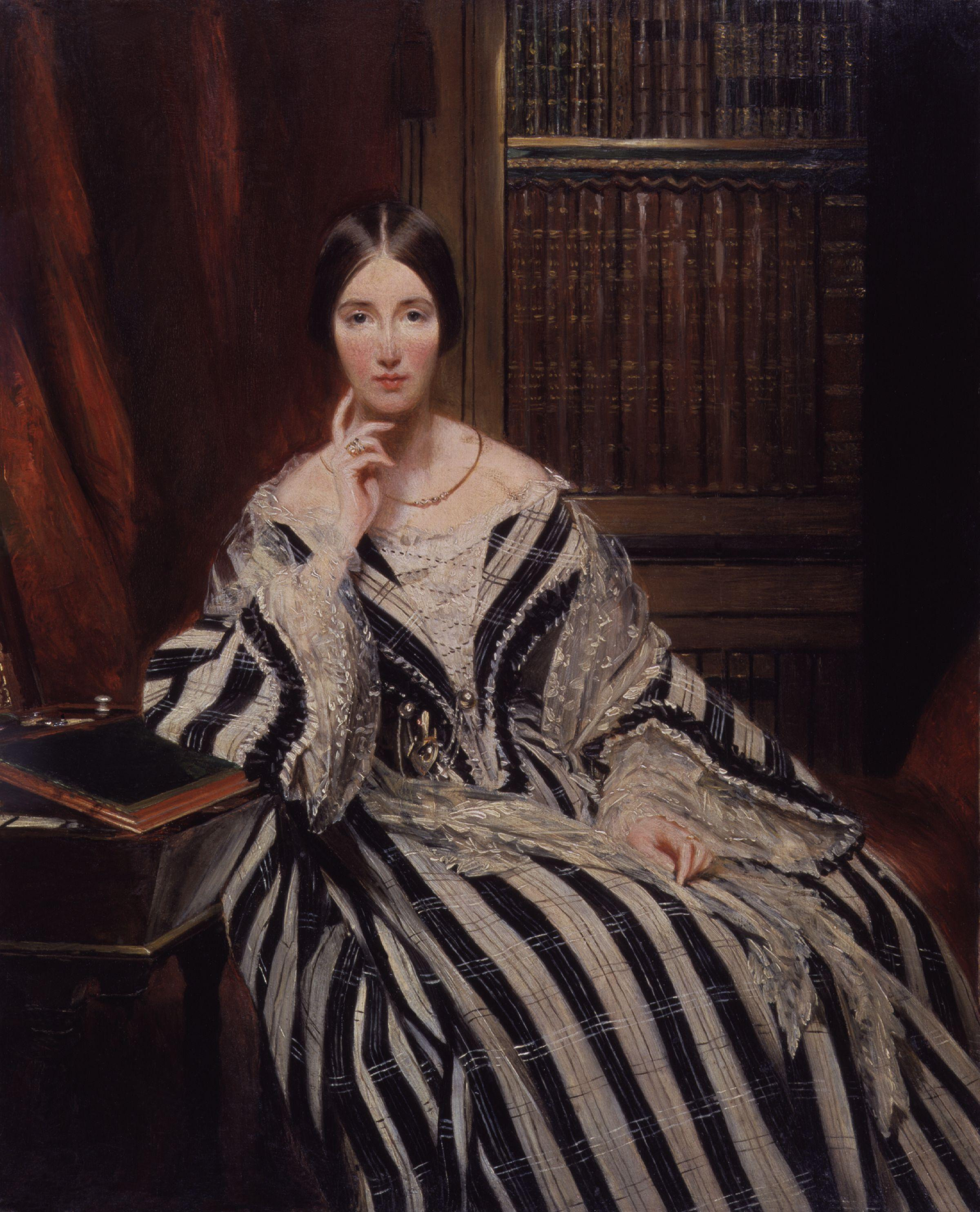

慈善活動において、宗派などによって区別することはなかったが、バーデット＝クーツは特に英国国教会を支援したことで知られており、教会や教会学校の設立・寄付に尽力した。彼女は、詩人でもあったチャウンシー・ヘア・タウンゼント牧師の遺言執行者として彼の意思を継ぎ、同じく詩人であったトーマス・ヘルモア牧師とともに、ウェストミンスターに小学校を設立した。多額の資金は、タウンゼントの遺産から出資された。この小学校は、バーデット＝クーツ＆タウンゼント財団　C＆E小学校と呼ばれている。
バーデット＝クーツは、1883年に全国児童虐待防止協会 (NSPCC) （en:National Society for the Prevention of Cruelty to Children）を、1893年にはウェストミンスター工科大学 (the Westminster Technical Institute) を設立し、更に王立動物虐待防止協会(RSPCA) (en:Royal Society for the Prevention of Cruelty to Animals) とも深い関わりがある。またイースト・エンドにあるベスナル・グリーンにおいて1869年にコロンビア・ロード・マーケットを主催した。

### 叙爵
1871年、ヴィクトリア女王は、彼女の慈善事業への取り組みを称え、彼女に連合王国貴族としての男爵位を与えた。これにより、彼女の持つ称号は、ミドルセックス州ハイゲート及びブルックフィールドのバーデット＝クーツ女男爵(Baroness Burdett-Coutts of Highgate and Brookfield in the County of Middlesex)となった。
1872年7月18日には、ギルドホールにおいて女性としては初のロンドン名誉市民の称号を得た。また1874年に、エディンバラにおける女性初の議員に選出され、ここでもエディンバラ名誉市民の称号を贈られた。

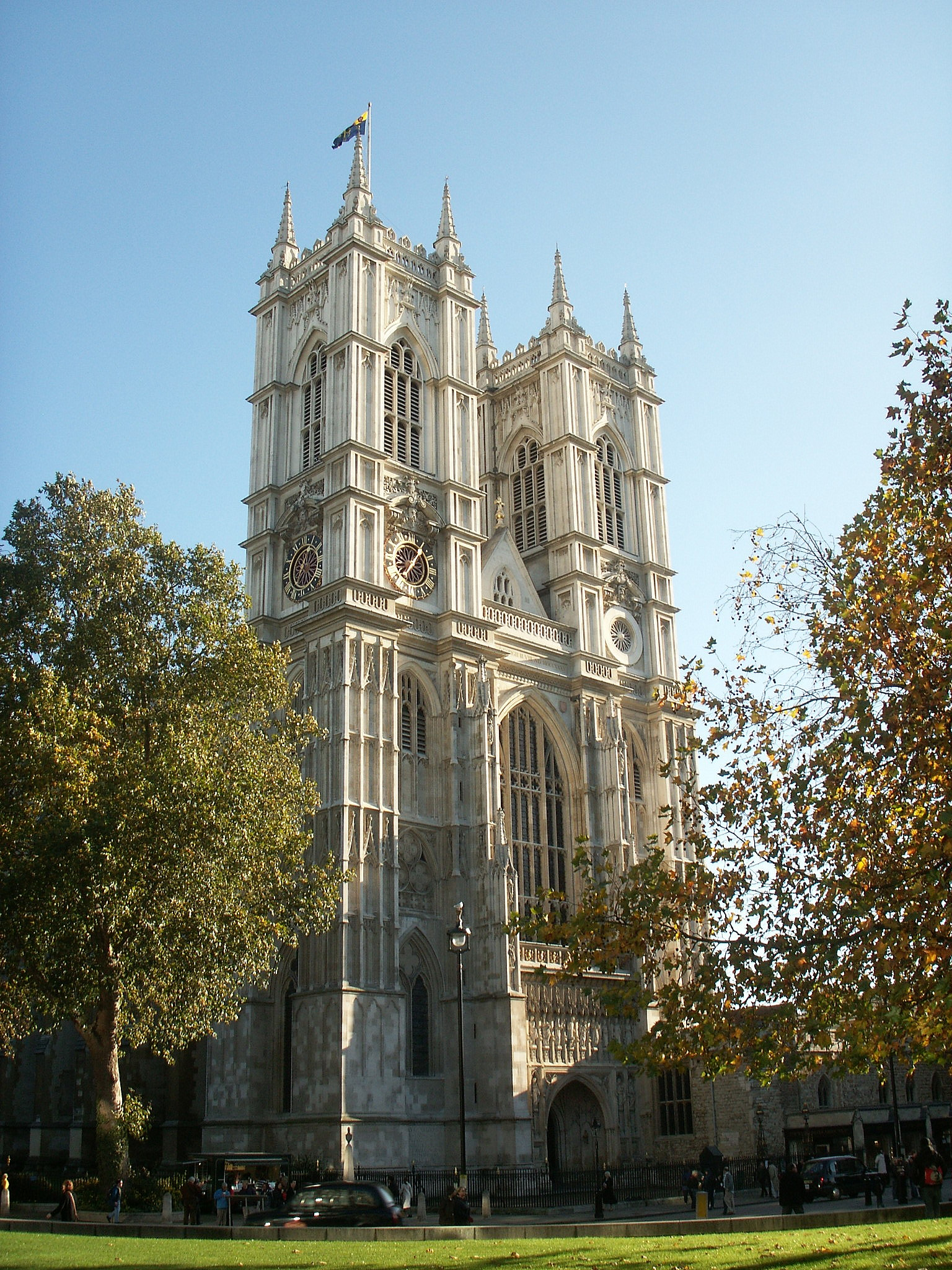
埋葬されたウェストミンスター寺院

### 晩年
1881年2月12日、67歳のバーデット＝クーツは、ウェストミンスターの議員である米国生まれのウィリアム・リーマン・アシュメッド・バートレットと結婚した。27歳のバートレットとの結婚は、政界に衝撃を与えた。バートレットは姓をバーデット＝クーツに変えた。彼は男爵になることはなく、また二人に子供はなかった。
1906年、バーデット＝クーツは急性気管支炎のため、ピカデリーのストラットン通りにある自宅で亡くなった。1907年1月5日、バーデット＝クーツの遺体はウェストミンスター寺院の身廊にある西の扉の近くに埋葬された。エドワード7世は彼女について、「母ヴィクトリアを除けば、イギリスにおける最も注目すべき女性だ。」と語ったという。

## 業績
彼女が生涯を通じて慈善事業に費やした金額は、300万ポンドを超える。
- 主な肩書
  - 英国養蜂協会会長 (1878 - 1906)
  - RSPCA (England/Scotland) 女性委員会会長

- 宗教に対する支援活動
  - 1847年にケープタウンとアデレードの主教区へ寄付を行った。
  - 英国国教会の教会を建設した。
  - 聖ポール大聖堂の鐘を寄付した。

- 社会的弱者に対する支援活動
  - 労働階級のための住宅計画を立案した。
  - 貧困層のための無料食堂を設立した。
  - 数百人の貧困層の青年に、海軍や商船での操船の仕事を斡旋した。

- 女性に対する支援活動
  - 売春から身を引いたものの、再び元の生活へと逆戻りしてしまった若い女性を支援するためのユーレニア・コテージを設立した。
  - 絹貿易の衰退に伴い、スピタルフィールズで女性のための裁縫学校を設立した。

- その他の活動
  - トルコ人農民や露土戦争の避難民への援助を行った。
  - ナイジェリアへ綿繰り機を贈った。
  - 仏ブルゴーニュ地方に救命ボートを寄付した。
  - オーストラリアのアボリジニー及びボルネオのダヤク族の支援組織を設立した。
  - エディンバラにあるグレーフライアーズ・ボビーの銅像と噴水を建設した[5]。
  - 犬の飲料用噴水を建設した。
  - 禁酒協会を設立した。
  - アイルランドにて漁業を支援するために学校を開校し、船を寄付した。また1880年には、貧しい農民に種子を提供するべく25万ポンドを寄付した。
  - 1864年に行われた第一回エルサレムにおける考古学的調査に対し、衛生状態改善のための融資を行った。
  - 英国時計学会の筆頭支援者だった。[6]

## 交流のあった著名人
- チャールズ・ディケンズ - 自著「マーティン・チャズルウィット」をバーデット＝クーツに献呈した。
- ルイーザ・トワイニング - 伝道への支援を通じて交流があった。
- フローレンス・ナイチンゲール - 看護活動への支援を通じて交流があった。